# Caridad San Antonio
Caridad San Antonio es una localidad del municipio de Chenalhó, ubicado en la región de Los Altos del estado mexicano de Chiapas.

## Geografía
Se sitúa  a una elevación de 1,898 metros sobre el nivel del mar.

## Demografía
Según el Conteo de Población y Vivienda 2005, efectuado por el Instituto Nacional de Estadística y Geografía, Caridad San Antonio tenía 518 habitantes, en 2010 la población era de 509 habitantes, y para 2020 había 724 habitantes, de los cuales 351 son del sexo masculino y 372 del sexo femenino.
| Gráfica de evolución demográfica de Caridad San Antonio entre 2005 y 2020 |
|                                                                           |
| INEGI.                                                                    |